# Boulevard de Clichy
Ne doit pas être confondu avec Avenue de Clichy ou Rue de Clichy.
Le boulevard de Clichy est une voie entre les 9e et 18e arrondissements de Paris.

## Situation et accès
Ce site est desservi par les lignes    à la station de métro Place de Clichy, par la ligne   à la station Blanche et par les lignes    à la station Pigalle.

## Origine du nom
Son nom est dû au voisinage de la place de Clichy, qui était autrefois la « place de la Barrière-de-Clichy ».

## Historique
Ce boulevard, dont le nom provient de la place voisine du même nom, résulte de la fusion en 1864 des boulevards et chemins de ronde qui suivaient extérieurement et intérieurement le mur des Fermiers généraux. Le premier s'appelait « boulevard des Martyrs », le deuxième « boulevard Pigalle » et le troisième « boulevard de Clichy ». 
Le boulevard n'est pas rectiligne et fait un coude au niveau de la rue Caulaincourt car le mur des fermiers généraux contournait le domaine du pavillon La Bouëxière.

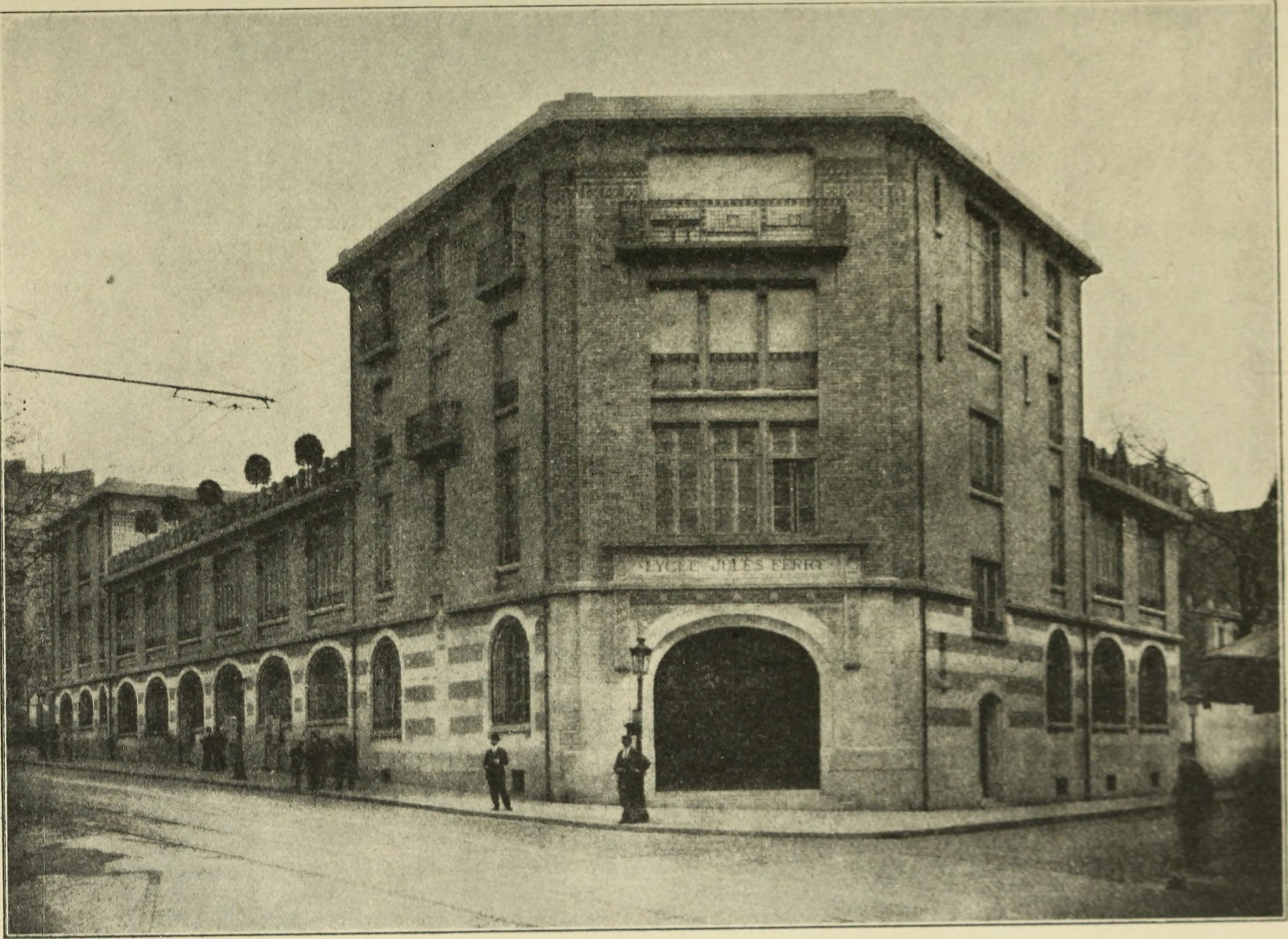
Lycée Jules-Ferry (1916).

Le boulevard de Clichy vu par les peintres
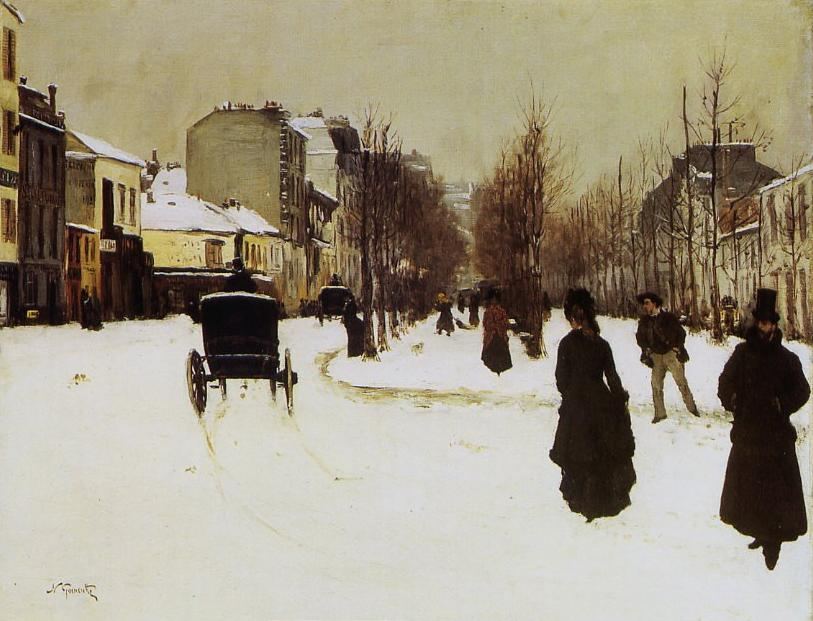
Norbert Gœneutte, Le Boulevard de Clichy, par un temps de neige, Tate Britain (1876).
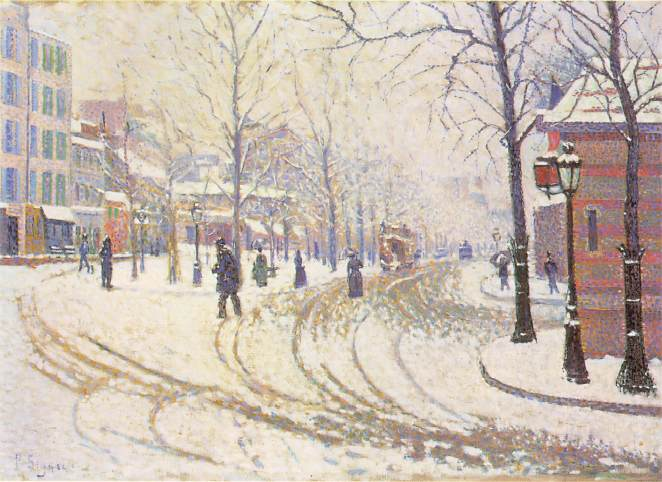
Paul Signac, Le Boulevard de Clichy, la neige, Minneapolis Institute of Arts (1886).
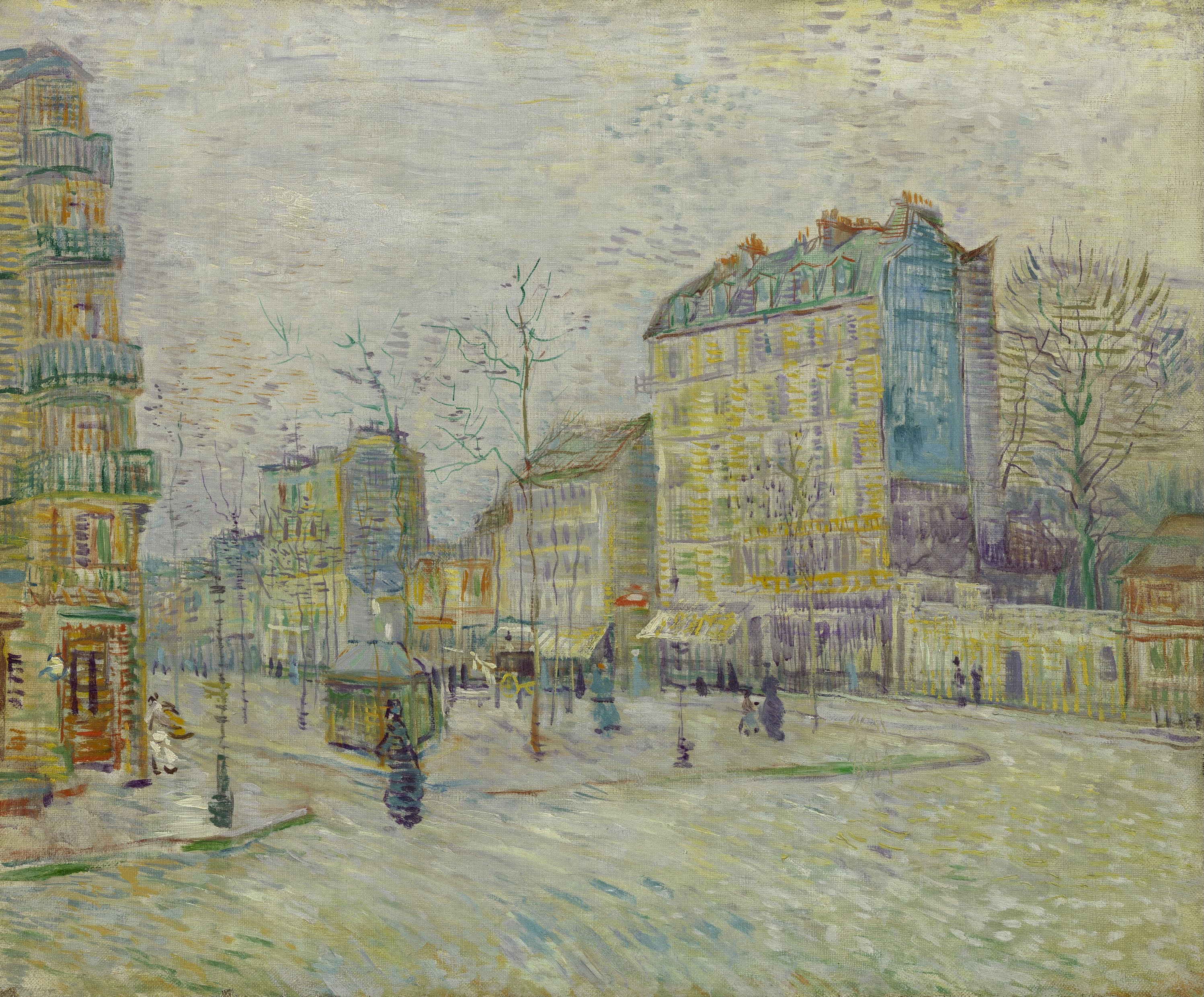
Vincent van Gogh, Boulevard de Clichy, Amsterdam, musée Van Gogh (1887).

## Bâtiments remarquables et lieux de mémoire
- No 1 : le peintre Ignacio Merino y vécut, ainsi que le peintre Frank Myers Boggs et sa famille (dont son fils qui deviendra le peintre Frank-Will) le temps de la Première Guerre mondiale.
- No 6 : le peintre Edgar Degas a vécu au 5e étage de cette maison et y est mort en 1917. Le peintre et scénographe Jacques Dupont y vécut ensuite également.
- No 8 : Boris Vian a vécu dans une chambre de bonne du 6e étage de cet immeuble en 1951 avec sa compagne de l'époque, la danseuse Ursula Kübler.
- No 11 : fut habité par le peintre Eugène Leygue (1813-1877), puis par Delcassé, longtemps ministre des Affaires étrangères et qui eut comme locataire de nombreux artistes, dont Pablo Picasso en 1909. Sarah Bernhardt, aussi réputée comme sculptrice, y eut son atelier de 1873 à 1877, ainsi que Renoir entre 1887 et 1890[1]. Le peintre suisse Robert Nicoïdski, en France depuis 1956, y vécut avec son épouse, l'écrivaine Clarisse Nicoïdski, le peintre sicilien Jean Calogero.
- No 12 : en 1887, le peintre Eugène Berthelon (1829-1916) y installe son atelier qu'il quittera en 1896. William Didier-Pouget, peintre, eut ici son atelier vers 1907. Pied-à-terre du peintre Francis Tattegrain en 1910.
- No 14 : l'acteur Georges Biscot y a vécu et y est mort en 1945.
- No 18 : James Abbott McNeill Whistler a peint le portrait de Joanna Hiffernan, La Fille blanche, l'hiver 1861-1862.
- No 19 : atelier du peintre décorateur Charles Moench.
- No 20 : cinéma X Atlas, dernier cinéma pornographique de Paris en activité (les deux autres derniers ayant été le Ciné Nord 29, rue de Dunkerque et le Beverley 14,rue de la Ville-Neuve)[2],[3].
- No 24 : l'actrice Jeanne Fusier-Gir et le peintre Charles Gir y demeurent et François Gir, leur fils, y naît[4].
- No 36 : entre 1904 et 1914 : cabaret La Lune Rousse ; actuellement théâtre de Dix-Heures. Honoré Daumier habita ici de 1869 à 1873. Le peintre Jules Pascin (1885-1930) y installe son atelier en 1923, où il se suicide le 2 juin 1930.
- No 37 : le peintre Maurice Eliot y vécut.
- No 43 : le music-hall le Moulin de la chanson.
- No 53 : emplacement des anciens cabarets Le Ciel et L'Enfer[5].
- No 54 : Maxime Lisbonne fonda vers 1880 Les Frites révolutionnaires, service de livraisons à domicile. Il créa ensuite au même endroit la Taverne du Bagne.

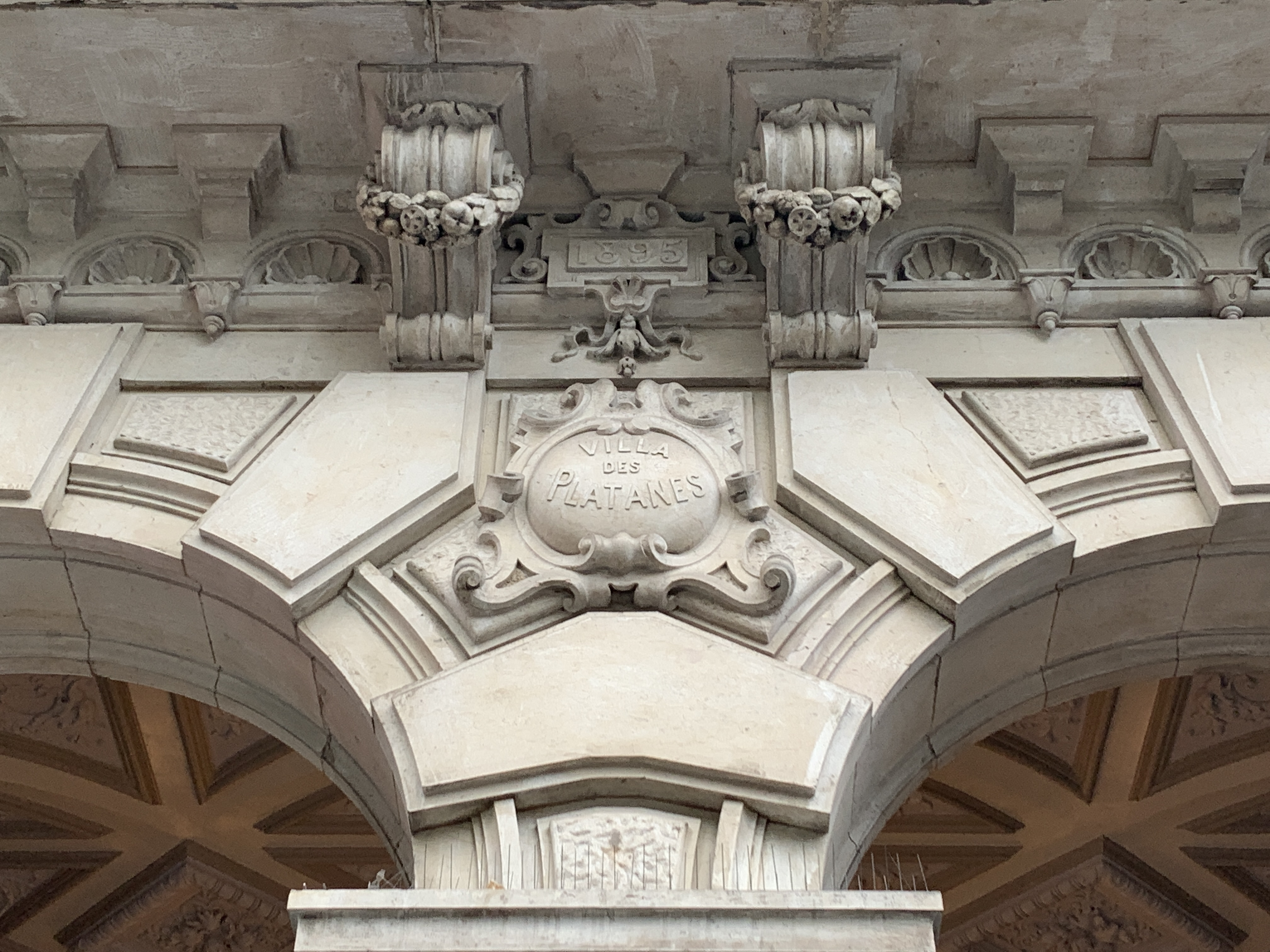
Inscription « villa des Platanes ».

- No 60 : la villa des Platanes, construite en 1896 sur les plans d'Edmond Delœuvre. Il s'agit d'un ensemble immobilier éclectique avec une cour par laquelle on accède par un portail en fer forgé et un porche de style néo-Renaissance. Au fond de la cour, un escalier en fer à cheval inspiré de celui de Fontainebleau donne accès à un majestueux bâtiment de style Renaissance, en pierres et briques. Au-delà de cet immeuble, une deuxième cour est bordée d'ateliers d'artistes et s'ouvre sur la rue Robert-Planquette. Avant la reconstruction, jusqu'en 1894, le photographe Josep Maria Cañellas avait là un atelier qui communiquait avec la cité du Midi[6]. Le peintre Antoine Villard (1867-1934) y eut son atelier au début du XXe siècle[7],[8]. L'actrice Valentine Merelli y a aussi vécu.
- No 62 : emplacement du second café-restaurant Au Tambourin du modèle Agostina Segatori:, ouvert en mars 1885 et fermé en 1887, où Vincent van Gogh exposa sans succès ses toiles en 1887. Établissement fréquenté par de nombreux peintres qui y exposaient, ainsi que par des écrivains et critiques d'art. Redevenu le Cabaret de la Butte en 1893, puis plus tard le Cabaret des quat'z'arts. Au début du XXIe siècle, les lieux sont devenus un magasin de vêtements et objets érotiques[9],[10],[11],[12],[13],[14],[15],[16],[17].
- No 64 : vaste bâtiment Art déco de 1927, ancien Hôtel Radio. En 1932 y ouvre le cinéma Agora, fermé en 1995[18]. Cabaret Les Trois Baudets.
- No 65 : le peintre Jean-Léon Gérôme eut ici son atelier et y mourut en 1904.
- No 68 : ancien emplacement du faux cabaret Le Chat noir.
- No 69 : le peintre italien Giuseppe Palizzi (1812-1888) eut un atelier à cette adresse après son arrivée en France en 1844, jusqu'à sa mort en 1888.
- No 71 : le peintre et graveur suédois Anders Zorn y habita de 1889 à 1896 (plaque commémorative).
- No 72 : musée de l'érotisme.

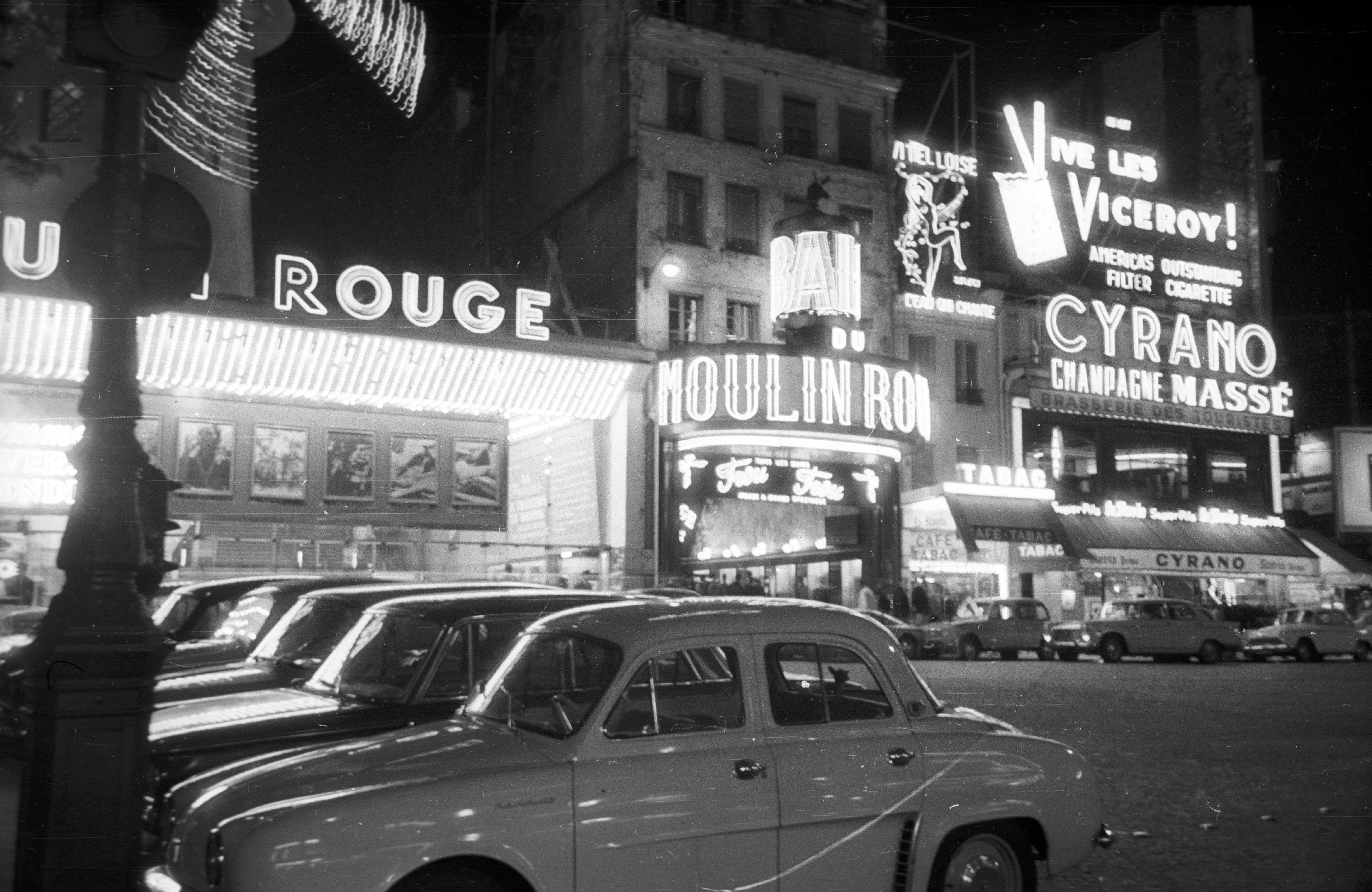
Le boulevard à hauteur du Moulin-Rouge et à droite le café Cyrano en 1964, encore à l'époque surmonté d'imposantes publicité lumineuses, de nos jours démontées.

- No 73 : domicile du peintre Gabriel Venet (1884-1954)[19].
- No 77 : emplacement du lycée Jules-Ferry.
- No 82 : à partir de 1889, emplacement du bal du Moulin-Rouge, fondé par Joseph Oller. C'est aussi l'emplacement du café Cyrano où, dans les années 1920, se réunissaient les surréalistes sous la présidence d'André Breton[20].
- No 83 : en 1896 s'y installe le peintre František Kupka.
- No 90 : discothèque La Loco, fondée par André Pousse en 1960, devenue en 2015 La Machine du Moulin-Rouge.
- No 94 : entrée de la cité Véron. Au 6 bis, Boris Vian et Jacques Prévert y vécurent.
- No 100 : théâtre des Deux Ânes, ancien Cabaret des Truands.
- No 104 : en 1883, le peintre Fernand Cormon y ouvre un lieu d'enseignement qui prend ensuite le nom d'Atelier Cormon, avant de devenir l'Académie de la Palette. Y enseigna, entre autres, Eugène Carrière.
- No 108 : la danseuse et chanteuse Alice Méva y réside dans les années 1930[21].
- No 128 : lieu du Café de l'Hippodrome. Le peintre Carles Casagemas, ami de Pablo Picasso, s'y suicide d'une balle dans la tête le 17 février 1901 à la suite d'un contentieux amoureux avec la danseuse Laure Gargallo.
- No 128 bis : atelier de Paul Signac de 1886 à 1888, il y peint Paris Boulevard de Clichy en 1886 (Minneapolis Institute of Art). Il a pour voisin Georges Seurat[réf. nécessaire].
- No 130 : logis de Pablo Picasso en 1901.

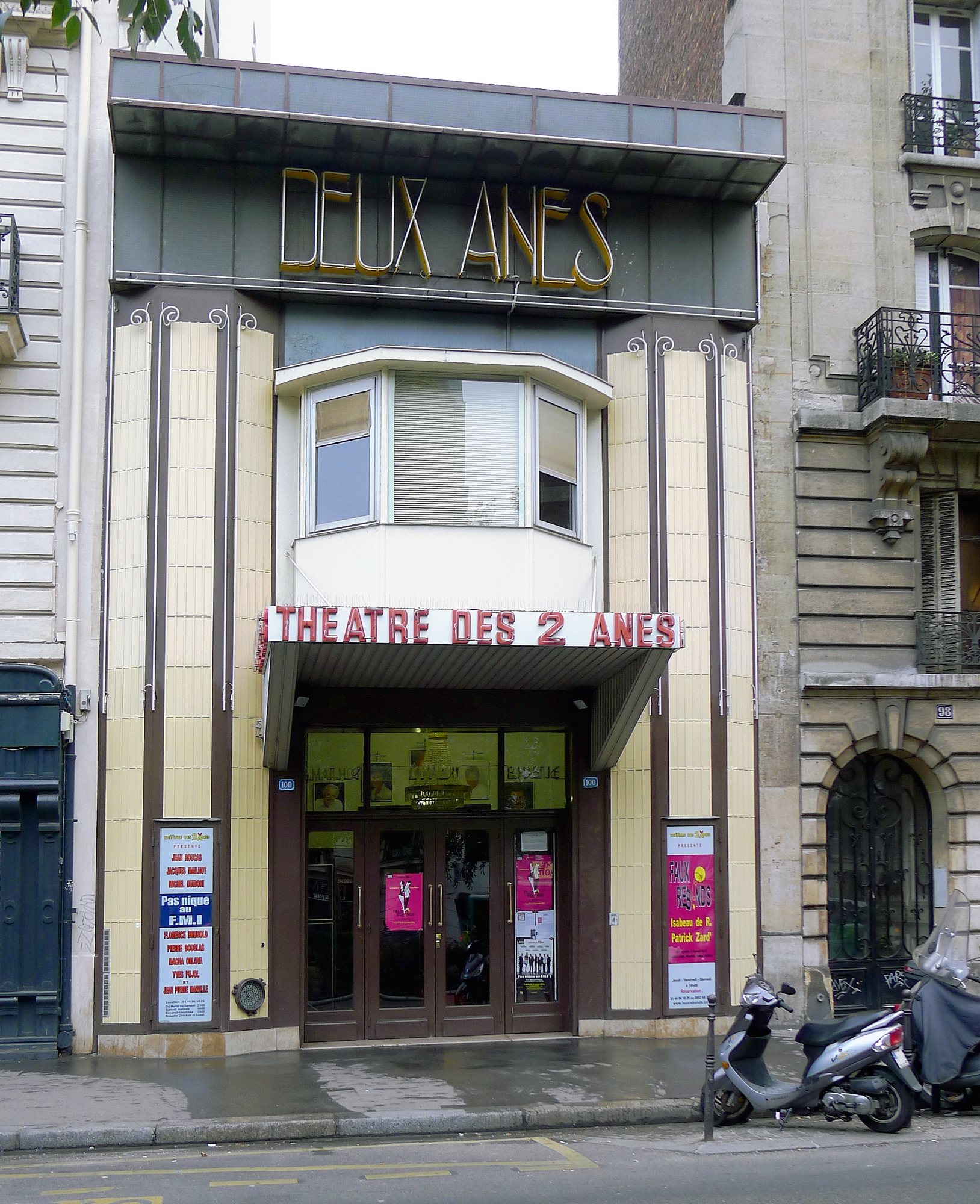
Le théâtre des Deux Ânes.
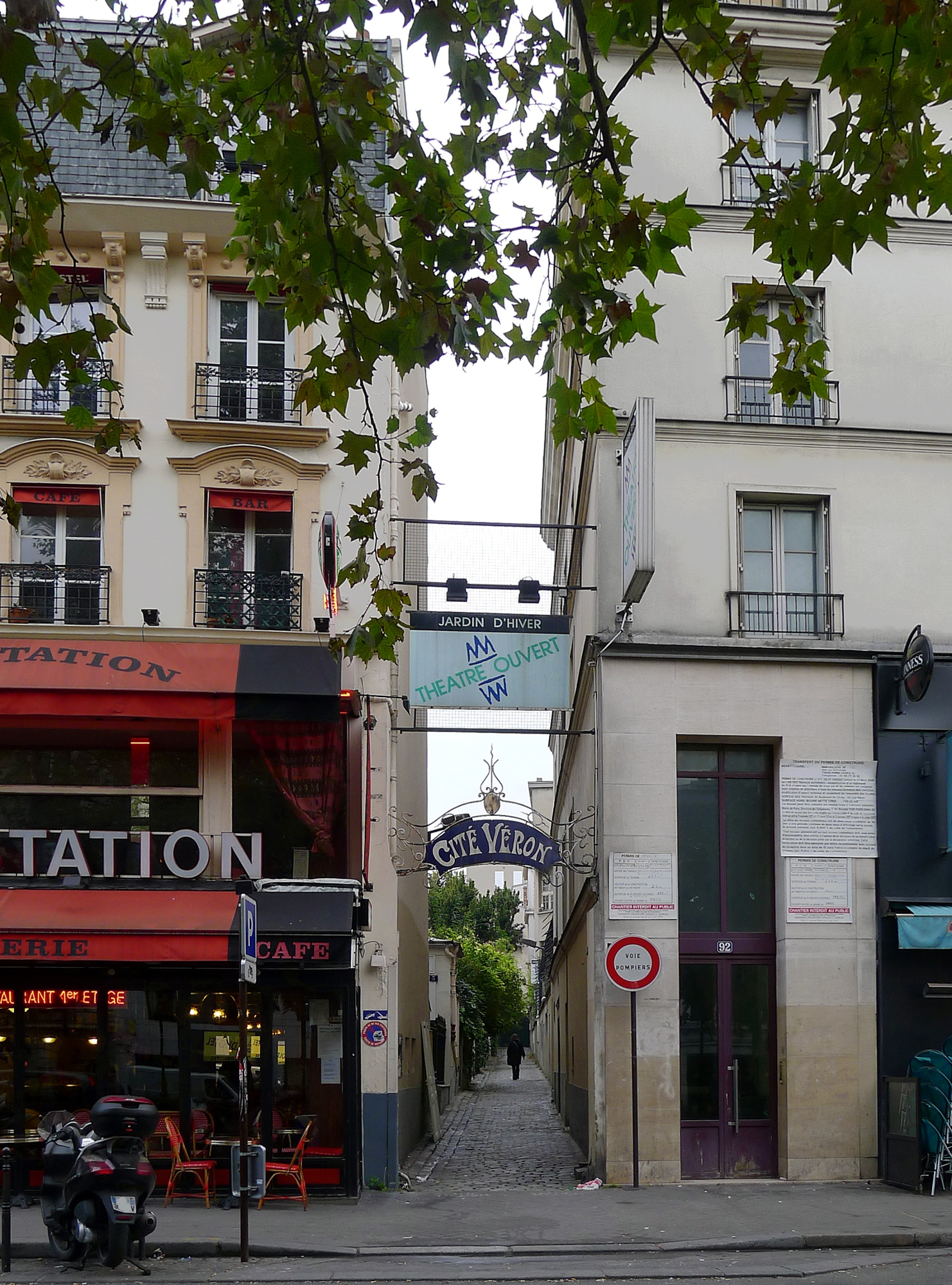
L'entrée de la cité Véron.
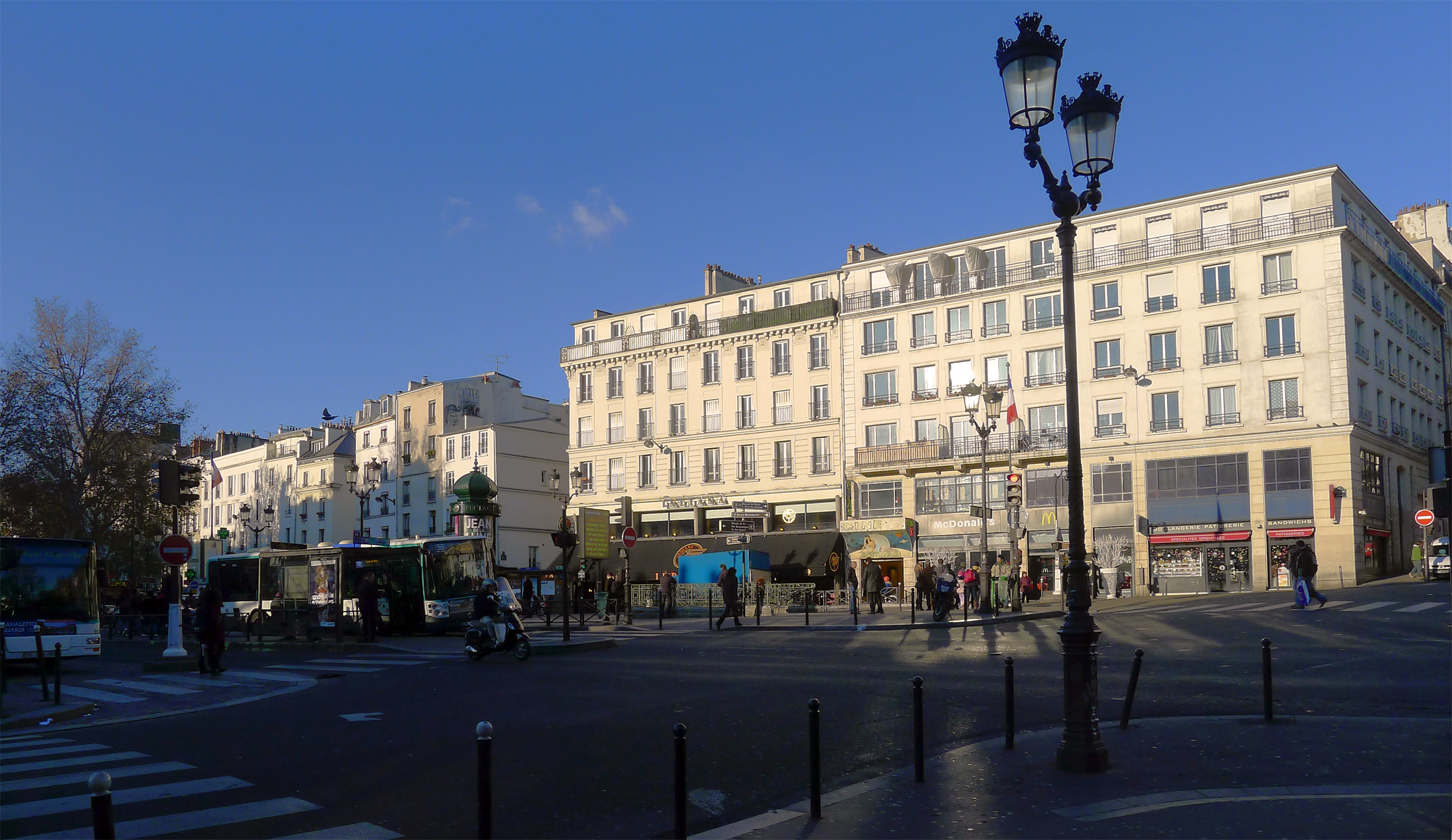
Le boulevard au niveau de la place Pigalle.
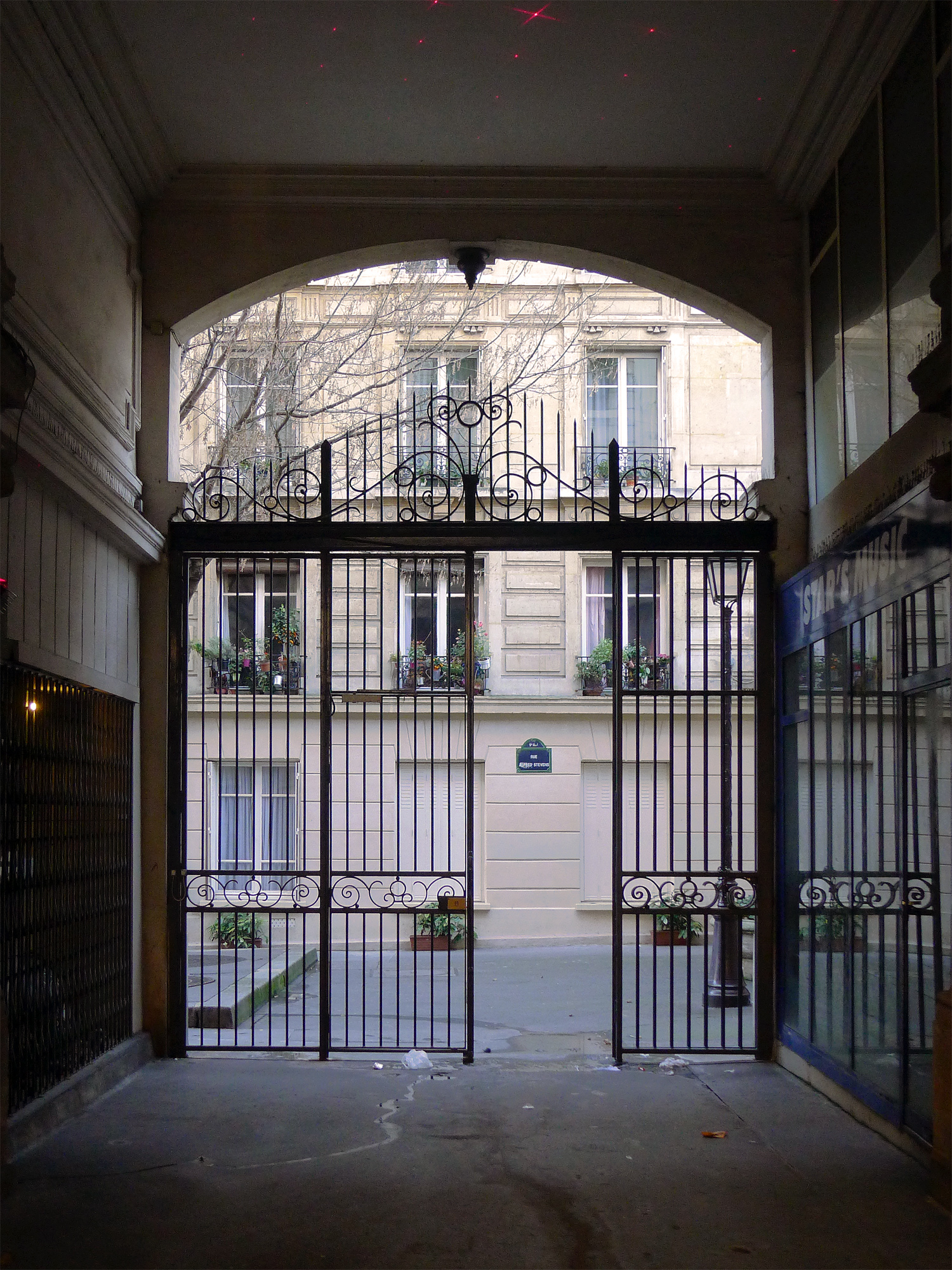
No 9 : le passage Alfred-Stevens.
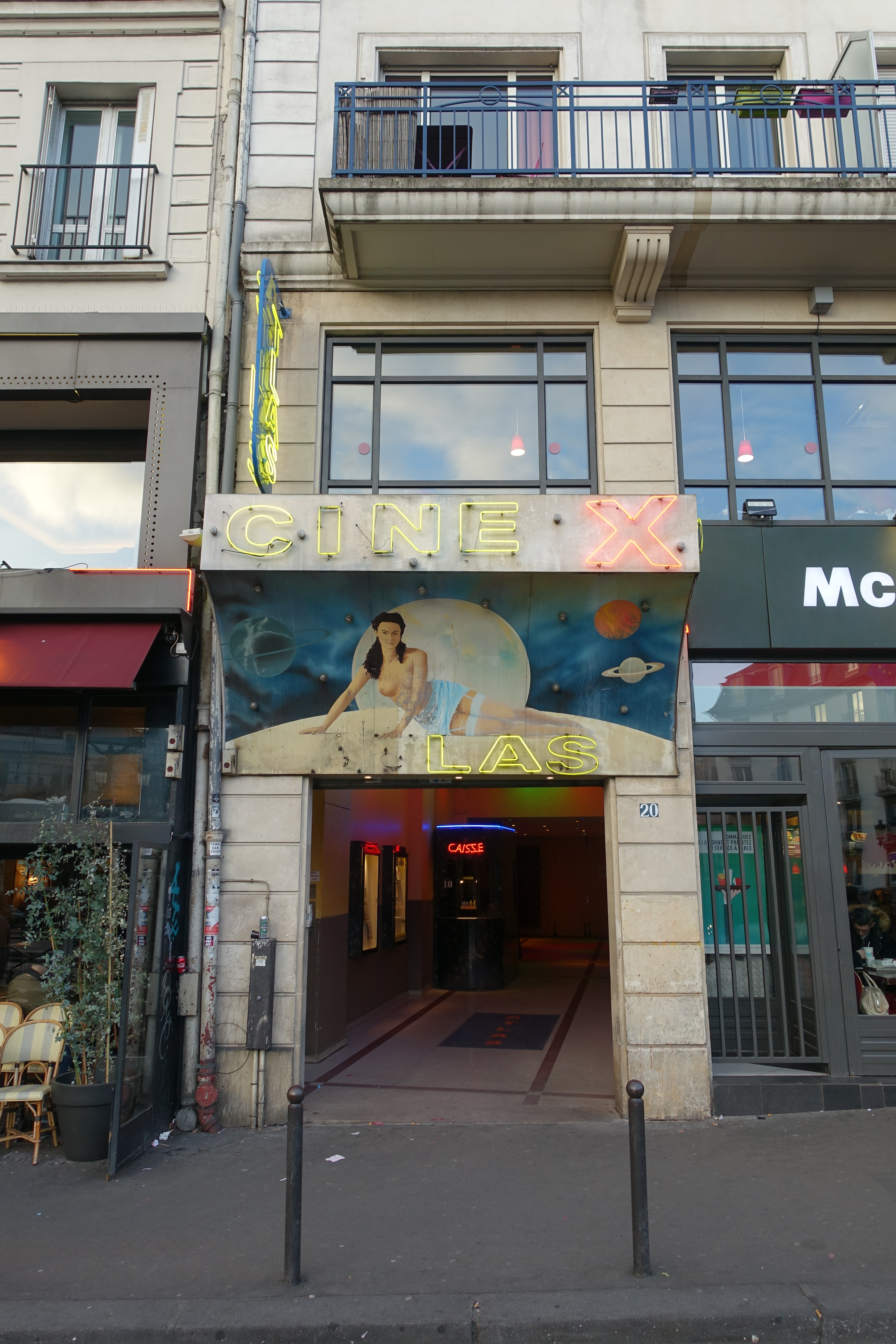
No 20 : le cinéma Atlas.
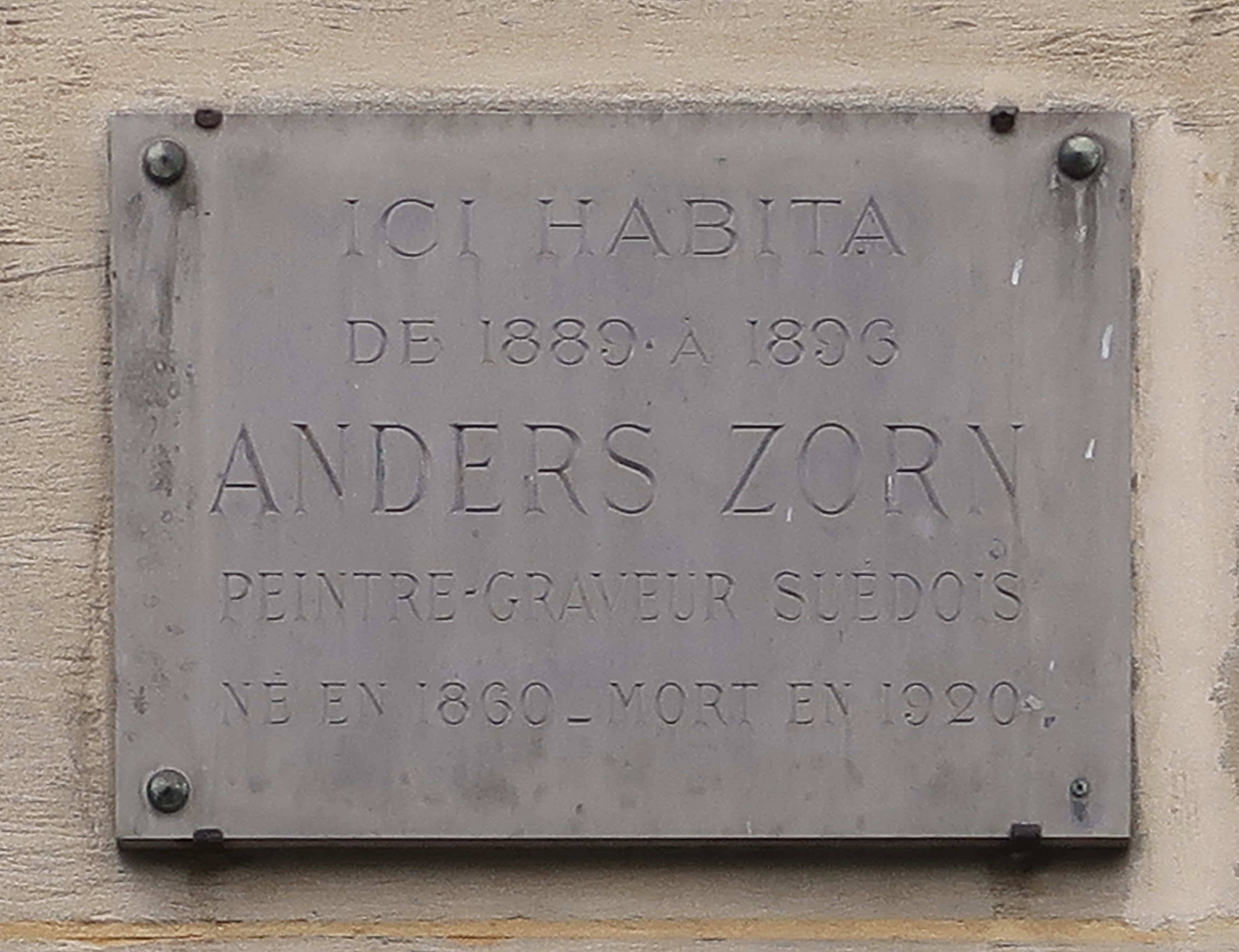
No 71 : plaque commémorative d'Anders Zorn.

### LeMonument à Charles Fourier

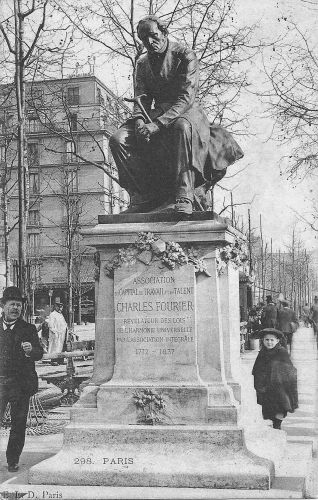
Émile Derré, Monument à Charles Fourier (1899).

Un Monument à Charles Fourier, réalisé par Émile Derré, inspiré par le portrait peint en 1835 par Jean Gigoux, a été inauguré en juin 1899 grâce au mouvement coopératif de Jean-Adolphe Alhaiza. Il est représenté assis, « son attitude et sa physionomie donnent l’impression d’une grande puissance méditative ». Chacun des côtés du piédestal comporte une inscription ; à l'avant : « Association / du capital du travail et du talent / Charles Fourier / révélateur des lois / de l’harmonie universelle / par l’association intégrale. / 1772-1837 » ; à l'arrière : « Ce monument a été érigé / par l’École sociétaire phalanstérienne / avec le concours des associations coopératives / de production et de consommation. / 4 juin 1899 » ; à dextre : « Théorie des quatre mouvements / Traité de l’association / Le nouveau monde industriel / La fausse industrie » ; à senestre : « Les attractions sont proportionnelles aux destinées / La série distribue les harmonies. »
Salué pendant la Première Guerre mondiale par quelques socialistes qui déclarent vouloir « réveiller les traditions de la Révolution française et du socialisme français contre le marxisme allemand », le monument est victime de l’Occupation : afin d’en récupérer le métal, une loi du régime de Vichy de 1941 entraîne la destruction de nombreuses statues, dont celle de Fourier. Le piédestal est toujours visible aujourd’hui sur le terre-plein, au niveau du lycée-collège Jules-Ferry. Début 2011, une nouvelle sculpture en forme de pomme monumentale en inox, œuvre de Franck Scurti, y est érigée , évoquant La Quatrième Pomme en hommage à Charles Fourier, sur laquelle sont gravés les contours des continents, le piédestal d'origine étant inclus dans une vitrine aux verres colorés.

### Terre-plein central
Le terre-plein central du boulevard, aménagé en rambla au-dessus de la ligne 2 du métro, est une voie piétonne constituée de plusieurs promenades :
- promenade Coccinelle, entre le 2, rue des Martyrs et le 17, place Pigalle ;
- promenade Georges-Ulmer, entre les 17 et 39, rue Fromentin ;
- promenade Jacques-Canetti, entre le no 39 et la place Blanche ;
- promenade Roland-Lesaffre, entre la place Blanche et la rue Caulaincourt ;
- promenade Marcel-Carné, entre le passage de Clichy et la place de Clichy.

## Sources et bibliographie
- Jacques Hillairet, Dictionnaire historique des rues de Paris, Paris, éditions de Minuit, 1963 et son supplément (1973).
- Guide de Paris mystérieux, Les Guides Noirs, 1966.
- Paris-Guide par les principaux écrivains et artistes de la France, I : La Science, l’art, II : La Vie, Paris, Librairie internationale, Lacroix, Verboeckhoven & Cie, 1867.